# オープリーランドUSA
オープリーランドUSA (Opryland USA (のちにオープリーランド・テーマパーク (Opryland Themepark)、または略してオープリーランド(Opryland)) は、アメリカ合衆国テネシー州ナッシュビル郊外に存在した遊園地。1972年から1997年、3月から10月、および1993年から1997年の12月のクリスマス時期の季節的に操業していた。1980年代後期、年間250万人が来場していた。「アメリカン・ミュージックの本場」としてオープリーランドUSAはローラーコースターやメリーゴーラウンドなどの乗り物の他、多数のライヴを行なっていた。

## 歴史

### 1970年代
ナッシュビルの遊園地の先駆けとして、公開生放送の長寿ラジオ番組『グランド・オール・オープリー』の新たな恒久的な、より大きくモダンな会場が必要となっていた。1943年から使用していたダウンタウンにあるライマン公会堂は都心の荒廃に伴い、修復が必要な状態になっていた。しかし番組の人気は上がる一方で、3千席の施設では手狭になっていた。主催者はより客席数の多い、駐車場の広い、最新の空調施設を備えた施設を建設する場所を探しており、そのため郊外に土地を求め、さらに観客に安全により楽しめる施設を建設しようとした。
WSM (AM)、FM、TVおよび『オープリー』を操業するWSM社(ナショナル・インシュアランスの子会社でのちにNLTコーポレーションとなる)は新設された州道155号線(ブライリー・パークウェイ)に隣接するナッシュビルのペニントン・ベンド地域の地元のソーセージ工場が所有するルディ農場という川岸の広大な土地を購入した。新たな『オープリー』の施設は遊園地、ホテル、コンベンション・センターを含む巨大エンタテイメント施設の中心となることになった。
1972年6月30日、遊園地が開業し、グランド・オール・オープリー・ハウスはその約2年後、1974年3月16日に開業した。この遊園地は『オープリー』の出演者が登場するWSMのディスク・ジョッキーのグラント・ターナーの早朝番組『オープリーランドUSA』から名付けられた。カントリー・ミュージックとの繋がりが明白なのに関わらず、遊園地はカントリーだけではなくジャズ、ゴスペル、ブルーグラス、ポップ・ミュージック、ロックンロールをテーマとしたアトラクションやショーなど、アメリカ音楽全般をテーマにしていた。オープリーランドは乗り物やアトラクションより音楽に焦点を当てていた。そのため初期の頃は「アミューズメント・パーク」や「テーマ・パーク」ではなく「ショーパーク」と宣伝していた。開業当初の絶叫マシンにはローラーコースターのティンバー・トッパー(のちにロックンローラー・コースターに改名)、ウォータースライダーのフルーム・ズーム(のちにダルシマー・スプラッシュに改名)などがあった。
4年目の1975年、オープリーランドは初めての拡張を行なった。これまでバッファローの展示を行なっていた場所にステート・ フェア・エリアを建設した。ここにはローラーコースターのウォバッシュ・キャノンボール、カントリー・バンプキン・バンプ・カー、テネシー・ワルツ・スウィングなどカーニバル・ゲームが設置された。しかし開幕直前、カンバーランド川の洪水の被害に遭い、最高16フィート(約5m)の水深となり、園のほぼ全体が水害に遭った。1ヶ月後に再開したが、ふれあい動物園の動物が何頭か洪水で亡くなった。
1970年代中期、オープリーランドは大きな成功をおさめ、1977年までに年間平均200万人近くが来場し、州内だけでなく隣接州で見ても最高であった。『オープリー』のファンが南部や中西部などから家族連れでナッシュビルにやってきて数日間滞在してバケーションを楽しんだ。オープリーランドのライバルと言えるところはオハイオ州シンシナティのキングス・アイランド、ミズーリ州セントルイスのシックス・フラッグス・アメリカ中部、ジョージア州アトランタのシックス・フラッグス・ジョージアなど4から6時間離れたところであった。1980年代まで来場者数は増加し続けた。
1977年、巨大リゾート・ホテルであるオープリーランド・ホテル(現ゲイロード・オープリーランド・リゾート・アンド・コンベンション・センター)が園の隣に建てられ、カジノのないホテルで世界最大となるまで何度か拡張した。
1979年、オープリーランドはプラザ・エリアのオープリー・ハウスの隣に人気カントリー歌手で『オープリー』の中心人物ロイ・エイカフの名を冠したロイ・エイカフ・シアターを建設した。主にプレミア・ライヴが開催された。シアターは園の外側に位置していたため、入園券を持っていなくてもシアターに入場可能であった。ただし元々シアターではオープリー・ハウス同様別の入場料が必要であった。

### オーナーシップの変更
1980年代初頭、テキサス州ヒューストンを基盤とする保険会社アメリカン・ジェネラルがNLTコーポレーションの株を大量購入して最大株主となり、事実上の買収となった。しかしアメリカン・ジェネラルはNLTの保険業以外に興味がなく、WSM-AM、FM、TV、ナッシュビル・ネットワーク、『グランド・オール・オープリー』、当時荒廃していたライマン公会堂、オープリーランド・ホテル、オープリーランドUSAを売却することになった。当時の連邦通信委員会の規則によりテレビ局とラジオ局を同時に獲得することはできず、アメリカン・ジェネラルはNLTにWSM-TVをジョージ・N・ギレット・ジュニアが操業するギレット・ブロードキャスティングに売却するよう働 きかけ、1981年11月3日、ギレットはWSM-TVを買収し、WSMVと改名した(1982年7月15日、WSMV-TVに改名)。
1982年までに買収は決定的になり、アメリカン・ジェネラルはWSMの残り分の売却先にミュージック・コーポレーション・オブ・アメリカ、マリオット・コーポレーション、アンハイザー・ブッシュなどと接触し始めた。テーマ・パークのみ、あるいはラジオ局のみなどの希望者は多かったが、全て一手に引き受けるところはなかった。アメリカン・ジェネラルはWSM社に売却するのが唯一の道ではないかと考え始めた。
突然、オクラホマ州オクラホマシティのゲイロード・ブロードキャスティング・カンパニーが参入し、1983年9月、2億5千万ドル(2015年の貨幣価値で6億ドル)で全て買収した。ラジオ局もこれに含まれたが、テレビ局はギレット・ブロードキャスティングに売却されWSMV-TVと改名した。買収後、社名をゲイロード・エンタテイメント・カンパニーに改名した。当時ゲイロード・エンタテイメントの経営者であったエドワード・ゲイロードは『オープリー』の大ファンで、オープリーランドの買収に多大な役割を果たした。
ゲイロードの要求は開局したばかりのケーブルテレビであるナッシュビル・ネットワーク(TNN)とその製作者オープリーランド・プロダクションも含まれた。TNNはカントリー・ミュージックに特化したテレビ局となった。数年間、この事務所と製作所はオープリーランドの施設内にあり、『Nashville Now 』(のちに『ミュージック・シティ・トゥナイト』、『プライム・タイム・カントリー』に改名)などの夜のバラエティ番組は園内のガスライト・シアターで収録された。このテーマ・パークはしばしばカントリー・ミュージックのスターのコンサート会場として放送された。

### 1980年代から1990年代
1982年、オープリーランドは2回目にして最後の拡張を行なった。園の北端にグリズリー・カントリーというエリアに、グリズリー・リバー・ランページという名のラフティングを設置することになった。テレビの特別番組で園の宣伝に出演したグリズリー・リバー・ボーイズ、のちのテネシー・リバー・ボーイズの名から名付けられた。このラフティングは人気が上がり恒久的に設置された。このバンドのオリジナル・メンバーにはタイ・ハーンドンがいた。バンドはメンバーが入れ替わり、現在ダイヤモンド・リオとし て活動している。
1984年、オープリーランドはニューオリンズ・エリアに、3機目のローラーコースターとなるインタミン社製ボブスレー型ローラーコースターのスクリーミング・デルタ・デーモンを設置した。またこの時、駐車場と繋ぐ第二の門も設置した。
1980年代中期、3日間通し券トリケッツが開始され、ナッシュビル地域住民に年間パスが多数販売された。
1980年代後期から1990年代初頭、オープリーランドの新たなライバルとなるケンタッキー州ルイビルのケンタッキー・キングダムと、シルバー・ダラー・シティから改築および拡大したテネシー州ピジョン・フォージのドリーウッドが完成した。この2ヶ所はナッシュビルからそれほど遠くなく、オープリーランドの来場者数の 減少の一因となった。これを克服するため、市外からの集客を狙い入場券、ホテル、『オープリー』鑑賞券のセットが販売された。
市内外の集客のため毎年変化し続けた。1989年までに2年に1度、ジェネラル・ジャクソン・ショーボート、「ケイオス」などの新たなローラーコースターやウォーターライドなど多くの集客が見込める新設を行なった。1995年、ローラーコースターの「ハングマン」が最後の大きな新設となった。
1992年に園内に開館したシボレー・ジオ・セレブリティ・シアターで、夜間カントリーのトップ・スターのコンサートが行われた。最初の2年間は入場料に含まれていたが、1994年からコンサート分値上げが行われた。1994年、オープリーランドはコンサート『ナッシュビル・オン・ステージ』のためにレイク・シアターとロイ・エイカフ・シアターを追加した。その後ジオ・シアターとレイク・シアターは拡張した。1994年、アラバマがジオで104回コンサートを行なった。オーク・リッジ・ボーイズとタニヤ・タッカーはアラバマが出演しない日に出演していた。レイク・シアターではジョージ・ジョーンズまたはタミー・ワイネットが出演した。従来のコンサートはエイカフ・シアターで行われた。この頃長寿テレビ番組『Hee Haw 』のライヴ版がエイカフ・シアターで行われた。売り上げが上がらず、1994年以降公演数が減らされ、1997年までにジオ・シアターのみとなった。
1993年夏、マーク・グッドサンのプロデュースによる人気ゲーム番組『Family Feud 』第6シーズンがレイ・コームズの司会によりオープリーランドで数週間分収録された。ポーター・ワゴナー、ボックスカー・ウイリー、チャーリー・プライド、ブレンダ・リー、マンドレルズ、スタトラー・ブラザーズなどのカントリーのスターが登場し、地元の家族がクイズに挑戦した。2015年現在、この長寿番組『Family Feud 』史上、スタジオ以外で収録されたのはこの時だけである。
1990年代初頭から閉園まで、ナッシュビル・ネットワーク(TNN)がNASCARの中継を行なっていたこともあり、毎年『TNNサルート・トゥ・モータースポーツ』のイベントを1週間かけて行っていた。このイベントではレース界の著名人のサイン会などモータースポーツに関する様々なイベントが行われた。
1994年、ゲイロード・エンタテイメントはナッシュビルのダウンタウンのエンタテイメント地区の改革のため多大な投資を行なった。2番通りの古い建物をワイルドホース・サルーンとして改築し、ライマン公会堂を音楽施設および劇場として改修および再開し、カンバーランド川に沿ってダウンタウンの桟橋と園の桟橋を結ぶ水上タクシーを運行 した。改革の一環として園の名を「オープリーランド・テーマパーク」に変更した。「オープリーランドUSA」の名はゲイロード・エンタテイメントが所有するナッシュビル施設全体の名として残った。
1995年9月と1996年9月、グリズリー・リバー・ランページでネイション・バンク・ホワイトウォーター・チャンピオンシップが行われ、1995年の試合はアトランタオリンピックの予選会となった。1997年にはこのコースの水を抜き、近くの屋内ローラーコースター「ケイオス」と連携して一時的に行うハロウィンのイベント「クオレンティン」のための会場が建設された。
1996年、「ケイオス」近くに第三の門が追加され、ホテルと園の往来に便利になった。それまではシャトルバスが 使用されていた。

### 閉鎖および取り壊し
開館当初から場所的な問題があった。カンバーランド川とブライリー・パークウエイで構成される三角地帯に位置していた。1977年にこの三角地帯の短辺にオープリーランド・ホテルが完成した。洪水被害に遭う可能性が高いだけでなく、これ以上の拡張が困難であった。新たなアトラクションを設置するためには古いものを撤去しなくてはならず、例えば1986年、ラフト・ライドのためにオールド・ミル・スクリームを、1994年、ティン・リジーズのためにハングマンを撤去した。1993年、ゲイロード・エンタテイメントはデルタ・エリアにナッシュビル史上最高額の投資を行なった。これはオープリーランド・ホテルに新たな巨大なアトリウム、1,000室の客室、新たな会議場を追加するものであり、1996年に開業し た。この時までオープリーランドは200エーカー (0.81 km2)まで拡張していた。しかしデルタは園以外の残りの土地全てを使用し、これ以上拡張の余地はなかった。
またナッシュビルの気候により、年中操業することはほぼ不可能で、晩秋から初春までは週末のみの営業となった。季節雇用者を探すのは困難で、ゲイロードは人員不足に陥った。1990年代前半、観客数は横這いになった。1997年までゲイロードの経営者はホスピタリティな事業に焦点を当てることにし、オープリーランドはかつてのような投資利益率を上げようとしないことにした。経営者は園を年間通して使用できるものに変えることにした。
1997年夏、ゲイロードは園を売却または取り壊すという噂が流れた。11月、園のシーズン終了1週間後 、園の閉鎖とショッピング・モールのオープリー・ミルズの建設が発表された。
1997年の『クリスマス・イン・ザ・パーク』は、この時期園の一部しか操業しない上に園の大部分が分解され始まっていたが、オープリーランドに来場する最後のチャンスと宣伝された。1997年12月31日、園は完全に閉鎖した。1998年初頭、駐車場のテント・セールにて園のグッズ、看板、備品などが一般に販売された。
ローラーコースター5機全ておよび多くの大きなアトラクションはプレミア・パークスに売却した。ハングマンはすぐにカリフォルニア州北部のマリン・ワールドに移転され、「コング」と改名された。残りのアトラクションはインディアナ州インディアナポリス近郊の広場に移転され、休業中のオールド・インディアナ・ファン・パークの再 開に備えた。これらの計画はプレミア・パークスがシックス・フラッグスを買収した際立ち消えになった。オープリーランドのアトラクションの残骸は2002年までインディアナ州の広場に残ったままだったが、この場所は売却され自然保護区となった。2006年までにこの場所は撤去された。小さなアトラクションはスクラップとして処分されたが、大きなアトラクションの多くのその後はわかっていない。しかしロックンロール・コースターは2003年に設置されたニューヨーク州北部のシックス・フラッグス・グレート・エスケープにあるキャニオン・ブラスターと類似している。ウォバッシュ・キャノンボールの車の1台はベルギーのハロウィンのディスプレイに登場した。
1999年7月まで、オープリーランド・テ ーマパークの場所は撤去され、園の駐車場だった場所へのモール建設中、オープリー・ミルズおよびオープリー・ハウスの駐車場への舗装道となった。

### 取り壊し後

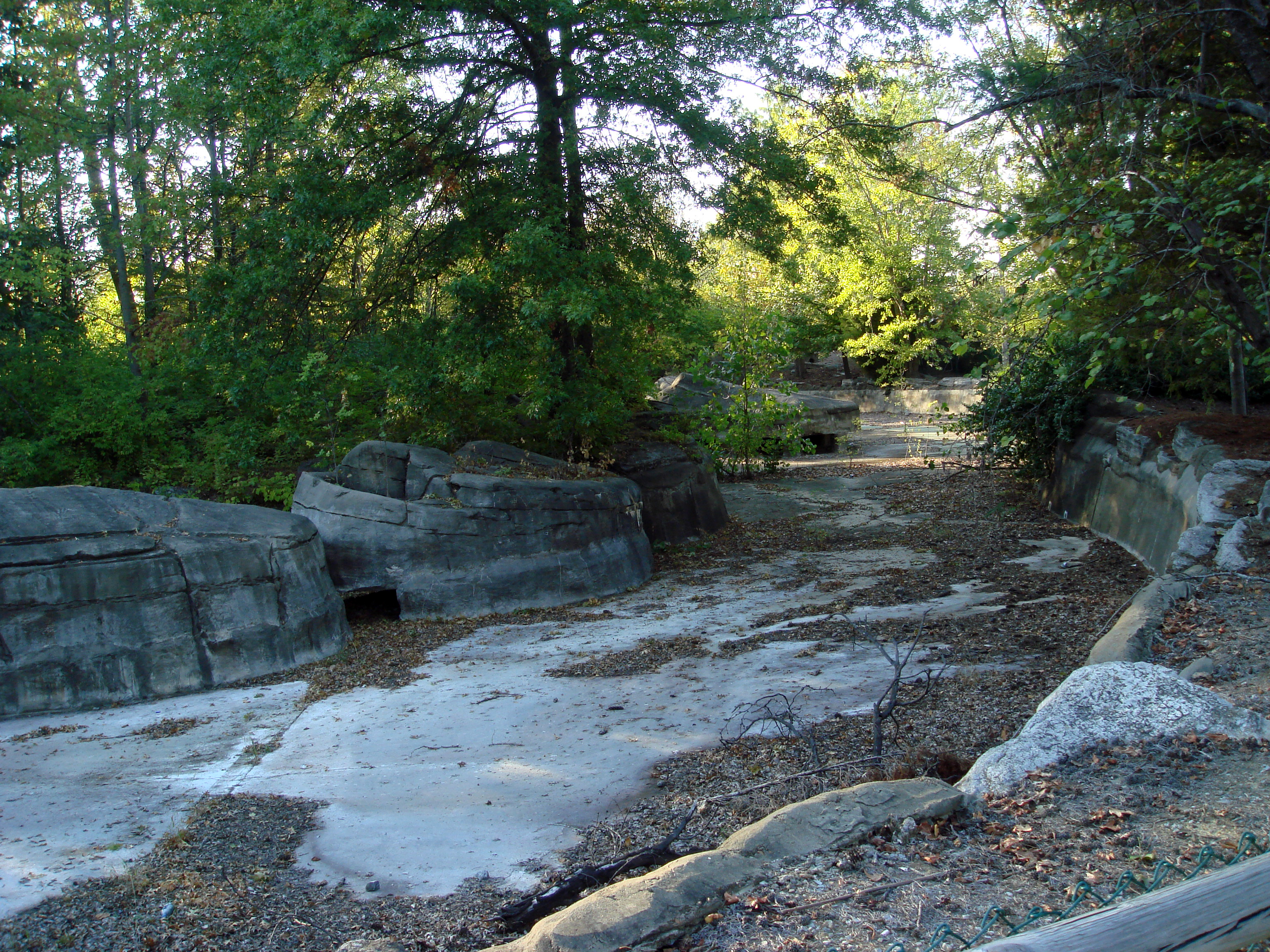
2007年10月、グリズリー・リバー・ランページ跡

2000年5月12日、ミルズ・コーポレーション(のちにサイモン・プロパティ・グループに売却)所有のオープリー・ミルズが開業した。ゲイロード・エンタテイメントは当初オープリー・ミルズの少数株を持っていたが、のちに売却した。1997年、オープリーランドの地所の今後が発表され、ゲイロードは店舗やレストランおよびオープリー・ハウスの新たなエントリー・プラザ、およびジェネラル・ジャクソンの船着場であるカンバーランド・ランディングに公共のマリーナとエンタテイメント施設を建設することを発表した。しかしこれらの計画はゲイロードがエンタテイメントよりもホスピタリティに焦点を当てることになったため取り消しになった。
カンバーランド川から園のニューオリンズ・エリアとステート・フェア・エリアを隔てていた長く低いコンクリートの堤防は一部がまだモールに残っており、マギャヴィック・パイクからモールに入ると当時園にあった短い鉄道の線路の盛土を見ることができる。
サザン・リビング・カンバーランド・リバー・コテージはゲイロード大学とも呼ばれるホテル従業員の訓練施設となり、ケイオスのあった場所に移転し、2010年に取り壊されるまで使用された。巨大な管理棟は短期間園の門外にあったが、ジェネラル・ジャクソンとミュージック・シティ・クイーンの事務所となり、その後カンバーランド・ランディングの近くに移転した。
オープリー・プラザはほとんど手を付けられておらず営業を続けている。オープリー・ハウス、ロイ・エイカフ・シアター(のちにベルサウス・エイカフ・シアターに改名)、グランド・オール・オープリー博物館は園の取り壊し中および後も使用され続けた。これらの建物は一時的にロイ・エイカフやミニー・パールの博物館となったが、最終的にラジオ局WSMの管理棟となった。ガスライト・シアターはゲイロード・オープリーランドで毎年冬に開催する『アイス!』の会場となり、その他テレビ番組製作、宴会などのイベントにレンタルされている。この建物は園内にあった建物で唯一残っているものである。
設備の多くは取り除かれたが、ウォーター・スライドのグリズリー・リバー・ランページのコースは閉鎖から14年後もオープリー・ミルズとゲイロード・オープリーランドの間の小道に沿って存在していた。2011年秋、ゲイロード・エンタテイメントはこの近くで毎年冬に開催される『アイス!』のための新たなイベント・センター建設のためグリズリー・リバー・ランページの場所を撤去した。2011年11月までに園の残滓はこれで全てなくなった。
2004年、『テネシアン』紙は、ゲイロード・エンタテイメントの新たな幹部は以前の幹部によるオープリーランドのプランの根拠がないとして、戦略分析から閉鎖に至ったとされるが、強制的に園を閉鎖させる意味はなかったと報じた。オープリーランド時代の幹部は、よりホスピタリティに焦点を当てようとしている時に古い考えのままでいた。2012年、ゲイロードのCEOであるコリン・リードは園の閉鎖から3年以上後の2001年にゲイロードに就任したのだが、オープリーランドの閉鎖について「悪い考え」と語り、彼にとってゲイロードでの初年度の間こう言い続けた。
2012年1月19日、ゲイロード・エンタテイメントは以前オープリーランドがあった場所の近くに新たなテーマ・パークを建設する計画を発表した。この計画は夏はウォーター・パーク、冬はスノー・パークとして年間を通じて使用できるものであった。これはドリー・パートンと、ドリーウッドを経営するハーシェンド・ファミリー・エンタテイメントとの共同事業で2014年開業予定となった。しかし数か月後、ゲイロードがホテル経営権をマリオット・インターナショナルに売却することとなり、パートンとハーシェンドは手を引いた。共同事業の撤退によりこの計画は撤回された。
2012年、REITへの転換により、ゲイロード・エンタテイメントはライマン・ホスピタリティ・プロパティーズと改名した。

#### 2010年、テネシー洪水
2010年5月上旬、ナッシュビル地域に2日間に亘る豪雨が起こり、カンバーランド川が氾濫し、オープリーランド跡地は洪水被害に遭った。
ゲイロードの建物は倒壊を免れたが、甚大な浸水被害を受けた。ロイ・エイカフ・シアター、ガスライト・シアター、ゲイロード大学、WSM管理棟(旧ミニー・パール、ロイ・エイカフ博物館)、オープリーランド・ホスピタリティ・センターなどの建物は洪水被害後、修復ではなく取り壊しとなった。
ゲイロード・オープリーランド、グランド・オール・オープリー・ハウス、ジェネラル・ジャクソンは数か月間閉鎖し、2010年後期に再開した。グランド・オール・オープリー博物館は洪水後修復されたが閉鎖されたままである。展示物に関しては発表されていない。オープリー・ミルズは降水保険支払いの法廷闘争に巻き込まれ、数か月修復が遅れ、全面的に営業再開したのは2012年3月29日であった。
2015年3月現在、グランド・オール・オープリー・ハウス、ロイ・エイカフ旧邸宅、グランド・オール・オープリー博物館はオープリーランド時代から唯一残る建物である。園の取り壊しの際、カンバーランド・ランディングは園の門から川岸に移設した。この建物は洪水後閉鎖されたが今も残っている。

## オープリーランドの各エリア
オープリーランドは主にアメリカン・ミュージックに関する9つのテーマに沿ったエリアに分かれていた。

### オープリー・プラザ
オープリー・プラザはオープリーランドのメインの出入口となり、主要な3つの門がここに設置されていた。オープリー・プラザの大部分が園の門外となり、園の入場券の有無に関わらずこのエリアに立ち入ることができた。南北戦争前建築をテーマとし、『グランド・オール・オープリー』出演歌手の音楽がスピーカーから流れていた。この中心となるのがグランド・オール・オープリー・ハウスである。オープリー・プラザには絶叫マシンはなかったが、園の入場券販売所やロイ・エイカフ・シアターがあった。他にグランド・オール・オープリー博物館、オープリーランド・ホスピタリティ・センター、サザン・リビング・カンバーランド・リバー・コテージ、WSM-FMスタジオ、ガスライト・シアター/TNNスタジオなどがあった。オープリー・プラザはヒル・カントリー、ドゥ・ワウ・ディディ・シティ、駐車場と接していた。
園の取り壊し中および後、オープリー・プラザの一部が壊されず営業を続けた。2010年の洪水後、ほとんどの建物が取り壊されたが、グランド・オール・オープリー・ハウスを取り囲む広場として現在も残っている。

### ヒル・カントリー
ヒル・カントリーのテーマはブルーグラスで、アパラチアをイメージしたデザインとなっていた。マーティン・ギター・カントリー&ブルーグラス・シアターなどがあった。このエリアのメインのアトラクションはログ・ライドのダルシマー・スプラッシュ(旧名フリューム・ズーム)であった。グラインダーズ・スイッチ・トレイン・ステーション(ミニー・パールの架空の出身地グラインダーズ・スイッチから命名)があり、アメリカン・ウエスト・エリアのエル・パソ・トレイン・ステーションと往復していた。このエリアはオープリー・プラザとニューオリンズ・エリアと接していた。

### ニューオリンズ・エリア
ニューオリンズ・エリアはジャズをテーマにしていた。このエリアの建物はルイジアナ州ニューオリンズのフレンチ・クオーターの建築をイメージしていた。1日中ジャズのライヴやマイク・スナイダーのコメディ・ミュージック・ショーなどを行なうニューオリンズ・バンドスタンドがあった。1984年、拡張されてミシシッピ川デルタ地帯がテーマのエリアができ、ローラーコースターのスクリーミング・デルタ・デーモンが設置された。デーモンに接続する新たな門が設置されたが、それほど知られていなかった。園内2ヶ所のスカイライド乗り場がこのエリアにあり、ドゥ・ワウ・ディディ・シティへ片道で向かうことができた。このエリアはヒル・カントリー、リバーサイド・エリア、駐車場と接していた。

### リバーサイド・エリア
リバーサイド・エリアは音楽や建築の特別なテーマはなく、川をテーマにしたものでもなかったがカンバーランド川に近いために名付けられた。園唯一の屋内施設アメリカン・ミュージック・シアターがあった。このシアターでは『I Hear America Singing 』、『For Me And My Gal 』(1982年)、『The Big Broadcast 』、『And The Winner Is... 』が上演された。数年後、『For Me And My Gal 』がここで再演された。オープリーランド・カルーセル、子供向に特化した2つの施設の1つとなるK.C.'sキッズ・クラブなどがあった。K.C.設置以前、ジェネラル・ミルズがスポンサーとなった子供エリアがあり、ジェネラル・ミルズ製シリアルのキャラクターなどが登場していた。このエリアはニューオリンズ・エリアとアメリカン・ウエスト・エリアと接していた。

### アメリカン・ウエスト・エリア
アメリカン・ウエスト・エリアは西部開拓時代やウエスタン・ミュージックをテーマにしていた。1970年代後期から1980年代初頭、ショーボート形式のシアターで1890年代から1900年の音楽のライヴを行なっていた。1983年、シアターの外観が変更され、1982年にテネシー州ノックスビルで行われたノックスビル国際博覧会のためにオープリーランドがプロデュースした『シング・テネシー』を上演した。1980年代中期までにシアターはデュランゴ・シアターに転換し、長期間『ウエイ・アウト・ウエスト』を上演した。アンティークの車に乗ることができるティン・リジーがあったが、1994年、オープリーランド最後の大規模な設置となるローラーコースターのハングマンがここに建てられた。またヒル・カントリーのグラインダーズ・スイッチ・トレイン・ステーションから往復するエル・パソ・トレイン・ステーションもここにあった。このエリアは園のハブともなっており、リバーサイド・エリア、レイクサイド・エリア、ドゥ・ワウ・ディディ・シティと接していた。

### レイクサイド・エリア
レイクサイド・エリアはモダンなカントリー・ミュージックをテーマとし、長らく『カントリー・ミュージックUSA』を上演していたレイク・シアターがあった。人口湖およびラフト・ライドがあったが、跡地に1987年にオールド・ミル・スクリームが設置された。湖畔にエアプレイン・ライドのバーンストーマーがあった。子供エリア2つのうちもう1つがここにあり、のちにU.B.シャープ教授というキャラクターによる音楽教育の場となった。1997年、集客のためステート・フェアからスカイコースターが移転した。このエリアはステート・フェアとアメリカン・ウエスト・エリアと接していた。

### ステート・フェア
1975年、以前アメリカバイソンの展示を行なっていた場所にステート・フェア・エリアができ、ステート・フェアの出し物をテーマとし、ローラーコースターのウォバッシュ・キャノンボールを目玉としていた。他にふれあい動物園、バンプ・カーのカントリー・バンプキン、回転ブランコのテネシー・ワルツ、大規模なカーニバル型ゲームなどがあった。団体客向けピクニック・エリアなどもあった。このエリアはレイクサイド・エリア、グリズリー・カントリーに接していた。

### グリズリー・カントリー
グリズリー・カントリーは1982年のオープリーランドの最後の大規模な拡張場所であった。1989年、ラフティング・ライドのグリズリー・リバー・ランページ、屋内ローラー・コースターのケイオスが設置された。1980年代、Mrs. Winner's Chicken & Biscuits があった。このエリアはステート・フェア、
ドゥ・ワウ・ディディ・シティと接し、最後の2年間はホテルの宿泊客用の門があった。

### ドゥ・ワウ・ディディ・シティ
ドゥ・ワウ・ディディ・シティは開園当初からあるエリアで、1970年代後期まで特にテーマはなかった。ドゥーワップから名付けられ、1950年以降のポップ・ミュージック、ロックンロールが流れていた。コーヒーカップのリトル・デュース・クープ、ロックン・ローラー・コースター(旧名ティンバー・トッパー)などがあり、ニューオリンズ・エリアと繋ぐ片道スカイライドの後場があった。ジュークボックス、フリップ・サイドというシアターがあったが、1992年に取り壊され、オープリーランドの新たな目玉となるシボレー・ジオ・セレブリティ・シアターが完成した。このエリアはオープリー・プラザ、アメリカン・ウエスト・エリア、グリズリー・カントリーと接していた。

## 主なショー
| 年    | 題                          | 会場                               | 製作者                                                                               |
| ----- | --------------------------- | ---------------------------------- | ------------------------------------------------------------------------------------ |
| -1981 | カントリー・ミュージックUSA | ロイ・エイカフ・シアター           | Dir: Phil Padgett Chor: Jean Whittaker Arr: Lloyd Wells M.Dir: Joe Jerles            |
| 1982- | カントリー・ミュージックUSA | レイク・シアター                   | Dir: Chor: Jean Whittaker Arr: Lloyd Wells M.Dir: Joe Jerles                         |
| -1981 | I Hear America Singing      | アメリカン・ミュージック・シアター | Dir: George Mallonee Chor: Jean Whittaker Arr: Lloyd Wells M.Dir: Joe Jerles         |
| 1982- | I Hear America Singing      | ロイ・エイカフ・シアター           | Dir: George Mallonee Chor: Jean Whittaker Arr: Lloyd Wells M.Dir: Joe Jerles         |
| -1981 | For Me And My Gal           | ガスライト・シアター               | Dir: Chor: Jean Whittaker Arr: Lloyd Wells M.Dir: Stan Tucker                        |
| 1982- | For Me And My Gal           | アメリカン・ミュージック・シアター | Dir: George Mallonee Chor: Jean Whittaker Arr: Lloyd Wells M.Dir: Stan Tucker        |
| -1982 | Showboat                    | ショーボート・シアター             | Dir: Phil Pagett, Rich Boyd Chor: Jean Whittaker Arr: Lloyd Wells M.Dir: Stan Tucker |
| 1983  | Sing Tennessee              |                                    | Dir: Chor: Jean Whittaker Arr: Lloyd Wells M.Dir:                                    |
| ?     | The Big Broadcast           | アメリカン・ミュージック・シアター | Dir: Chor: Jean Whittaker Arr: Lloyd Wells M.Dir:                                    |
| ?     | And The Winner Is           | アメリカン・ミュージック・シアター | Dir: Chor: Jean Whittaker Arr: Lloyd Wells M.Dir:                                    |
| ?     | Music, Music, Music         | ロイ・エイカフ・シアター           | Dir:George Mallonee Chor: Jean Whittaker Arr: Lloyd Wells M.Dir:                     |
| ?     | Way Out West                | デュランゴ・シアター               | Dir: Chor: Jean Whittaker Arr: Lloyd Wells M.Dir:                                    |

## 主な乗り物

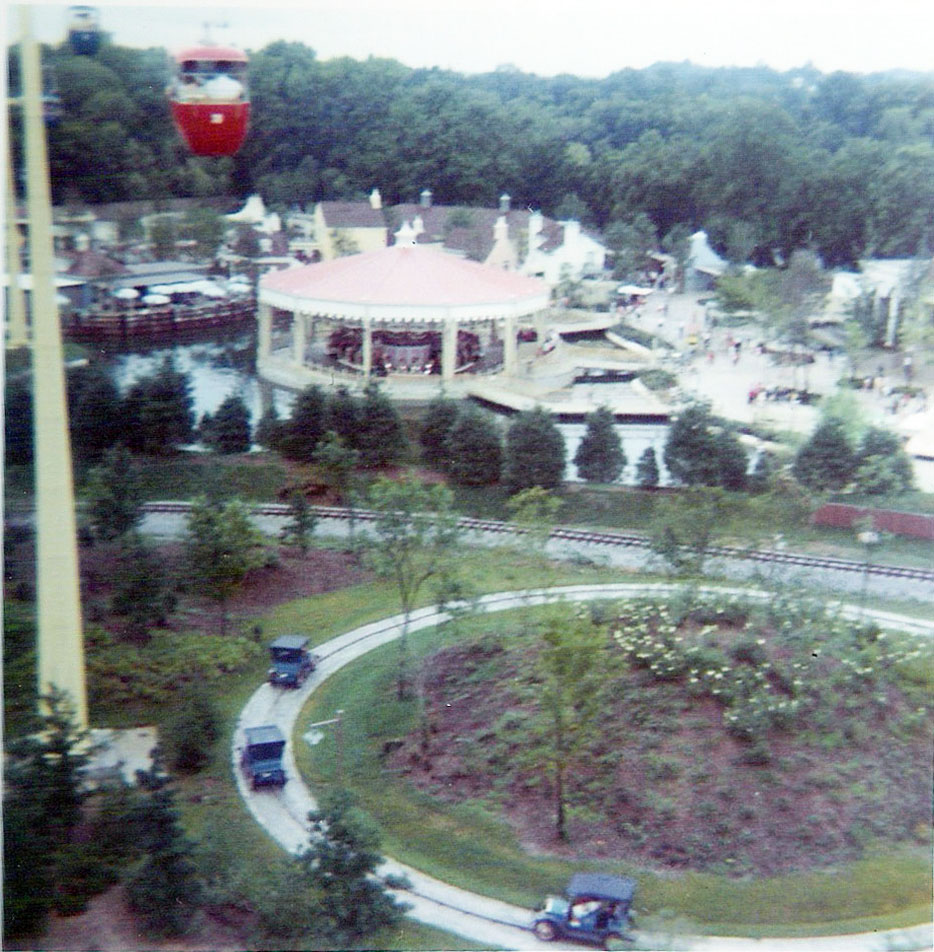
1975年頃、スカイライドからの眺め。ビンテージ・カーのティン・リジーが手前に見える。1995年、ローラーコースターのハングマンがこの場所にできた。

| 乗り物                               | エリア                                         | 開始日 | 最終日                                                   | 特記事項 |
| ------------------------------------ | ---------------------------------------------- | ------ | -------------------------------------------------------- | --- |
| ハングマン                           | アメリカン・ウエスト                           | 1995   | シックス・フラッグス・ディスカバリー・キングダムで操業中 | ヴェコマ社製で吊り下げ状のループ型コースター。オープリーランド最後の大規模な設置。現在カリフォルニア州ヴァレーホにあるシックス・フラッグス・ディスカバリー・キングダムでコングという名で操業中。 |
| ウォバッシュ・キャノンボール         | ステート・フェア                               | 1975   | 1997                                                     | アロウ・ダイナミクス社のらせん型コースター |
| ロックンローラー・コースター         | ドゥ・ワウ・ディディ・シティ                   | 1972   | 1997                                                     | アロウ・ダイナミクス社の鉱山列車コースター。旧名ティンバー・トッパー。ニューヨーク州クイーンズベリーのグレート・エスケープでキャニオン・ブラスターとして操業中。                                 |
| ケイオス                             | グリズリー・カントリー                         | 1989   | 1997                                                     | ヴェコマ社製イリュージョン・ローラー・コースター |
| スクリーミング・デルタ・デーモン     | ニューオリンズ                                 | 1984   | 1997                                                     | インタミン社製ボブスレー型コースター |
| グリズリー・リバー・ランページ       | グリズリー・カントリー                         | 1982   | 1997                                                     | インタミン社製ラフティング |
| オールド・ミル・スクリーム           | レイクサイド                                   | 1987   | 1997                                                     | 滑り台を下りるボート。ワシントン州フェデラルウェイのワイルド・ウエーブス・テーマ・パークでランバージャック・フォールズとして操業中。                                                             |
| ダルシマー・スプラッシュ             | ヒル・カントリー                               | 1972   | 1997                                                     | ログ・フルーム・ライド。旧名フルーム・ズーム。ペンシルバニア州リゴナーのアイドルワイルド・アンド・ソーク・ゾーンのポール・バニアン・ロギン・トボギャンとして操業中。                             |
| ティン・リジーズ                     | アメリカン・ウエスト                           | 1972   | 1995                                                     | アンティーク・カー・ライド。ハングマン設置のため撤去。ケンタッキー州ルイビルのシックス・フラッグス・ケンタッキー・キングダムで車が使用された。                                                   |
| バーンズトーマー                     | レイクサイド                                   | 1978   | 1997                                                     | 100フット(30m)の回転飛行機 |
| オープリーランド・レイルロード       | ヒル・カントリー アメリカン・ウエスト          | 1972   | 1997                                                     | 狭軌3フット(914mm)で園を一周する電車。ニューオリンズとオープリー・プラザを除く全地域を通った。                                                                                                   |
| スカイライド                         | ニューオリンズ ドゥ・ワウ・ディディ・シティ    | 1972   | 1997                                                     | ヴォン・ロール社製のスカイ・ライド |
| リトル・デュース・クープ             | ドゥ・ワウ・ディディ・シティ                   | 1972   | 1997                                                     | ドーム型カリプソ・ライド。当初は屋外で旧名ディスク・ジョッキー。 |
| テネシー・ワルツ                     | ステート・フェア                               | 1975   | 1997                                                     | ウエーブ・スインガー |
| リトル・ロックンローラー・コースター | U.B.シャープ教授のキッズ・クラブ(レイクサイド) | 1972   | 1997                                                     | 子供用コースター。旧名ミニ・ティンバー・トッパー。 |
| ラフト・ライド                       | レイクサイド                                   | 1972   | 1986                                                     | 木製ラフティング。オールド・ミル・スクリーム設置のため撤去。オープリーランド初の撤去。 |
| スカイコースター                     | レイクサイド ステート・フェア (1995-1996)      | 1995   | 1997                                                     | 吊り下げ型スイング・ライド。別料金。当初ステート・フェアにあったが1997年にレイクサイドに移転 |

## 関連事項
- WSM (AM)
- グランド・オール・オープリー
- ゲイロード・オープリーランド・リゾート・アンド・コンベンション・センター
- ナッシュビル・ネットワーク
- ジェネラル・ジャクソン・ショーボート
- ナッシュビル
- オープリー・ミルズ